# Ким Ми Рэ
Ким Ми Рэ (род. 7 апреля 2001, Пхеньян) — северокорейская прыгунья в воду. Двукратный призёр Олимпийских игр 2024 года, призёр чемпионатов мира и Азиатских игр.

## Спортивная карьера
В 2017 году на чемпионате мира в Будапеште завоевала две медали — серебро и бронзу в прыжках с 10-метровой вышки.
В 2018 году на Азиатских играх в Джакарте в синхронных прыжках с вышки завоевала серебряную медаль.
В 2024 году на чемпионате мира в Дохе стала обладателем серебряной медали в синхронных прыжках с 10-метровой вышки.
На Олимпийских играх 2024 года вместе с партнёршей Чо Джин Ми завоевала серебро на соревнованиях по синхронным прыжкам с 10-метровой вышки, которое стало первой олимпийской медалью Северной Кореи в прыжках в воду. Через несколько дней завоевала бронзовую медаль в прыжках с 10 метров, став первой северокорейской прыгуньей в воду, завоевавшей две олимпийские медали.